# 발데마르 비르예르손

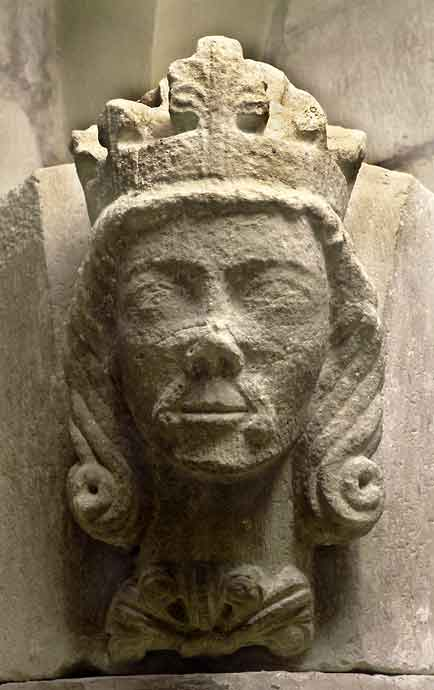
발데마르 비르예르손

발데마르 비르예르손(스웨덴어: Valdemar Birgersson, 1239년 ~ 1302년 12월 26일) 또는 발데마르(스웨덴어: Valdemar)는 스웨덴의 국왕(재위: 1250년 ~ 1275년)이다. 폴쿵가(Folkung, 비엘보가(Bjelbo)) 출신이다.

## 생애
스웨덴의 귀족인 비르예르 얄(Birger Jarl, 비르예르 망누손(Birger Magnuson), 1200년 ~ 1266년)과 그의 아내인 잉에보리 에릭스도테르(Ingeborg Eriksdotter)의 아들로 태어났다.
1250년 에리크 11세 국왕이 사망하면서 스웨덴의 국왕으로 즉위했다. 즉위 당시에는 나이가 어렸기 때문에 자신의 아버지인 비르예르 얄이 섭정 역할을 수행했다. 1260년에는 덴마크의 에리크 4세 국왕의 딸인 소피아(Sofia)와 결혼했다.
1266년 비르예르 얄이 사망하면서 친정을 시작했지만 자신의 동생이었던 망누스 비르예르손(Magnus Birgersson, 망누스 3세)과 갈등을 빚게 된다. 1275년 6월 14일에 일어난 호바(Hova) 전투에서 자신의 동생이었던 망누스 비르예르손에게 패배하면서 왕위에서 물러나고 만다.
1277년에는 소피아 왕비가 발데마르 비르예르손과 이혼하면서 덴마크로 귀환했다. 1277년 스웨덴 남부에 위치한 예탈란드를 차지하면서 예탈란드 공작 칭호를 받았지만 1278년경에 망누스 비르예르손이 예탈란드를 탈환했다. 1288년 발데마르는 망누스 비르예르손에 의해 뉘셰핑(Nyköping) 성에서 체포되었으며 자신의 애인과 함께 개방된 교도소에 수감되었다.
| 전임 에리크 11세 | 스웨덴의 국왕 1250년 ~ 1275년 | 후임 망누스 3세 |